# 前田怜緒
前田 怜緒（まえだ れお、1997年9月15日 - ）は、日本の男子プロバスケットボール選手である。身長191cm、体重83kgで、ポジションはシューティングガード、スモールフォワード。Bリーグ・B2のアルティーリ千葉に所属している。

## 来歴
東北高等学校3年次ウィンターカップに出場し、ベスト16進出。また、宮城国体のメンバーとして現NBA選手の八村塁と同チームでプレーし、和歌山国体準優勝。
白鷗大学4年次に春の関東トーナメント優勝、MVP受賞。インカレではベスト4、優秀選手賞（大会ベスト5）を受賞。また、U-22日本代表に選出される。
2019-20シーズンに特別指定選手として滋賀レイクスターズに加入。2020-21シーズンからはプロ契約を結ぶ。
2021-22シーズンに信州ブレイブウォリアーズへ移籍、背番号は15。
同時期に入団した熊谷航、岡田侑大と合わせて『信州の若手三銃士(信州三銃士)』と呼ばれ人気を博す。
2022-23シーズンでは、ポイントガードの生原秀将の負傷により、本来のポジションではないポイントガードも務め、チームを支えた。
2022年5月22日のブースター感謝祭では、ハーフタイムショーでジョシュ・ホーキンソンと「Official ヤングスカイボーイズ」を結成して、歌を披露した。2022-23シーズンには、チーム公式グッズとして「official ヤングスカイボーイズ」のグッズが販売された。翌年、2023年5月14日のブースター感謝祭でも歌を披露し、その様子は地元テレビ局の長野朝日放送でも一部が放送された。
2023年、アルティーリ千葉に移籍。背番号は5に決まった。

## 人物
・大学時代、並びに滋賀時代に着用していた背番号77は、「選手紹介で(背番号順の)最後に呼ばれるから、「地元(宮城県)には七十七銀行という地方銀行があるから」という２つの意味で選んだと語っている。

## 参照
1. ↑  “信州の前田怜緒が契約満了で退団、A千葉への移籍が決定「たくさんの声援がなかったら…」”.   BASKETBALLKING (2023年5月26日). 2023年5月26日閲覧。